# 井野碩哉
井野碩哉（日語：いの ひろや，1891年12月12日—1980年5月19日），為日本政治家、官僚，榮譽為正三位勳一等。曾任第二十代農林大臣、最後一任拓務大臣、第三十代彈劾裁判所裁判長、第一期眾議院議員，於接受公職追放後曾經出任第三期參議院議員以及法務大臣。兄長為前滿洲國法院院長井野英一。

## 簡歷
1891年井野生於東京府東京市日本橋區（現東京都中央區），先後入讀東京開成中學、第一高等學校，於東京帝國大學（現東京大學）畢業後成為農商務省的官僚。
1937年，企畫院成立，井野出任第一代次長，其後調任農林次官。1941年，他加入近衛內閣（第二次近衛內閣），出任農林大臣，任內曾協助立食糧管理法。於東條內閣中獲得留任，後來更兼任拓務大臣。1942年參加第21回眾議院議員總選舉三重縣第一區，成功當選。
1945年3月，他成立護國同志會並兼任會長，以岸信介為核心，主張「反東條」（反對東條英機）。同年9月，遠東國際軍事法庭以甲級戰犯懷疑人拘捕井野，收押於巢鴨監獄。於監獄期間曾與賀屋興宣以圍棋作樂，其後釋放，並接受公職追放。
1952年公職追放解除，一年後以岸信介系政治家重出政界，參加第3回參議院議員通常選舉三重縣選舉區成功當選。之後曾改為加入緑風會，1957年轉投自由民主黨。1959年，加入第二次岸內閣 (改造)，就任法務大臣，在任期間被指用暴力對待美日安保條約反對者（安保鬥爭事件），最後岸內閣被迫總辭。1965年獲頒勲一等瑞寶章，兩年後出任彈劾裁判所裁判長。
1971年正式宣佈引退，1972年獲頒勲一等旭日大綬章，並出任皇學館大學皇學館理事長。1980年5月19日，因腎功能不全而病逝，終年八十八歲，葬於多磨靈園，其後獲追封為正三位。於電影山河燃燒中的角色柳田豐，其真實人物便是井野碩哉。

## 後人
井野碩哉的長子為日本共産黨黨員、前農民運動全國連合會顧問井野隆一，次子為井野昌次。而孫子則為餐廳BERG店長井野朋也（父親為詩人北野恭）。另外，井野的大甥（外甥女的兒子）是男演員佐佐木功。

## 人物關係
井野雖然是一名「牆頭草」（在其自傳中可以看見他也是用此來評論自己）的政治家，但在政治問題上曾經多次偏向岸信介一方，因此算得上是岸的政治盟友。另外井野將孫子朋也介紹給岸，導致朋也後來和岸的外孫安倍晉三成為好友。於井野臨終前，岸信介也有前往探望。